# Священний синод Православної церкви України
Священний синод Православної церкви України, також Річний (постійний) Священний синод — орган управління Православною Церквою України в період між Помісними та Священними архиєрейськими соборами. Священний Синод підзвітний Священному архиєрейському собору і представляє йому звіт за міжсоборний період. Священний Синод очолює Предстоятель Православної церкви України або його місцеблюститель.

## Склад Священного синоду

### Чинний
Станом на 4 березня 2025 року склад Синоду є таким:
| митрополит                                                                             |                  | митрополит                                | митрополит                      | митрополит                      | архієпископ                                 | єпископ                         |
| Епіфаній                                                                               |                  | Симеон²                                   | Іоасаф                          | Симеон                          | Афанасій                                    | Борис                           |
|                                                                                        | вакантне місце¹  |                                           |                                 |                                 |                                             |                                 |
|                                                                                        | з 15 грудня 2018 | 4 березня 2025 — 28 лютого 2026           | 4 березня 2025 — 28 лютого 2026 | 4 березня 2025 — 28 лютого 2026 | 4 березня 2025 — 28 лютого 2026             |                                 |
| митрополит                                                                             | митрополит       | митрополит                                | архієпископ                     | архієпископ                     | єпископ                                     |                                 |
| Макарій                                                                                | Володимир        | Нестор                                    | Матфей                          | Герман                          | Паїсій                                      |                                 |
|                                                                                        |                  | Ковальчук Олександр Леонідович - 0003.JPG |                                 |                                 | Єпископ_Житомирський_і_Овруцький_Паїсій.jpg |                                 |
| Предстоятель з 15 грудня 2018                                                          | з 15 грудня 2018 | 1 вересня 2024 — 31 серпня 2025           | 1 вересня 2024 — 31 серпня 2025 | 1 вересня 2024 — 31 серпня 2025 | 1 вересня 2024 — 31 серпня 2025             | 1 вересня 2024 — 31 серпня 2025 |
| ¹ повноваження почесного патріарха Філарета зупинено з 4 лютого 2020 ² секретар Синоду |                  |                                           |                                 |                                 |                                             |                                 |

### Історія складів та засідань Синоду
| Легенда |
| --- |
| Жирним текстом наведено постійних членів Синоду. Їхня належність до синодалів, обраних восени чи навесні, є умовною |
| Синім кольором виділено поточний синодальний період                                                                 |
| А Архієрея протягом каденції було піднесено до архієпископа                                                         |

| Синодальний період                      | Синодали | Синодали | Проведені засідання |
| Синодальний період                      | обрані восени | обрані навесні | Проведені засідання |
| --------------------------------------- | --- | --- | --- |
| перший з 05.02.2019 до 29.02.2020       | митрополит Макарій (Малетич), митрополит Димитрій (Рудюк), архієпископ Сергій (Горобцов), архієпископ Іларіон (Процик), архієпископ Герман (Семанчук), Аєпископ Симеон (Зінкевич) | почесний патріарх Філарет (Денисенко), митрополит Симеон (Шостацький), митрополит Іоан (Яременко), архієпископ Федір (Бубнюк), архієпископ Євстратій (Зоря), архієпископ Агапіт (Гуменюк) | 5 лютого 2019 4 березня 2019 24 травня 2019 24 червня 2019 27 липня 2019 29 жовтня 2019 19 листопада 2019 5 грудня 2019 4 лютого 2020 |
| літній 2020 з 01.03.2020 до 31.08.2020  | митрополит Макарій (Малетич), митрополит Димитрій (Рудюк), архієпископ Сергій (Горобцов), архієпископ Іларіон (Процик), архієпископ Герман (Семанчук), Аєпископ Симеон (Зінкевич) | митрополит Симеон (Шостацький), митрополит Андрій (Абрамчук), архієпископ Мефодій (Срібняк), архієпископ Михаїл (Бондарчук), архієпископ Нестор (Писик)                                   | 17 березня 2020 24 березня 2020 9 квітня 2020 9 липня 2020 21 серпня 2020                                                             |
| зимовий 2020 з 01.09.2020 до 28.02.2021 | митрополит Макарій (Малетич), митрополит Володимир (Ладика), митрополит Михаїл (Зінкевич), архієпископ Афанасій (Шкурупій), єпископ Матфей (Шевчук), єпископ Павло (Юристий)      | митрополит Симеон (Шостацький), митрополит Андрій (Абрамчук), архієпископ Мефодій (Срібняк), архієпископ Михаїл (Бондарчук), архієпископ Нестор (Писик)                                   | 24 листопада 2020 2 лютого 2021 |
| літній 2021 з 01.03.2021 до 31.08.2021  | митрополит Макарій (Малетич), митрополит Володимир (Ладика), митрополит Михаїл (Зінкевич), архієпископ Афанасій (Шкурупій), єпископ Матфей (Шевчук), єпископ Павло (Юристий)      | митрополит Симеон (Шостацький), митрополит Іоасаф (Василиків), архієпископ Яків (Макарчук), архієпископ Володимир (Шлапак), єпископ Митрофан (Бутинський)                                 | 24 березня 2021 24 травня 2021 27 липня 2021                                                                                          |
| зимовий 2021 з 01.09.2021 до 04.03.2022 | митрополит Макарій (Малетич), митрополит Данило (Ковальчук), архієпископ Тихон (Петранюк), єпископ Лаврентій (Мигович), єпископ Афанасій (Яворський), єпископ Борис (Харко)       | митрополит Симеон (Шостацький), митрополит Іоасаф (Василиків), архієпископ Яків (Макарчук), архієпископ Володимир (Шлапак), єпископ Митрофан (Бутинський)                                 | 22 листопада 2021 2 лютого 2022 |
| літній 2022 з 05.03.2022 до 31.08.2022  | митрополит Макарій (Малетич), митрополит Данило (Ковальчук), архієпископ Тихон (Петранюк), єпископ Лаврентій (Мигович), єпископ Афанасій (Яворський), єпископ Борис (Харко)       | митрополит Симеон (Шостацький), митрополит Климент (Кущ), Аєпископ Марк (Левків), єпископ Юліан (Гатала), єпископ Паїсій (Кухарчук)                                                       | 7 березня 2022 21 березня 2022 16 травня 2022 23 травня 2022 27 липня 2022                                                            |
| зимовий 2022 з 01.09.2022 до 02.03.2023 | митрополит Макарій (Малетич), митрополит Роман (Балащук), митрополит Олександр (Драбинко), єпископ Павло (Кравчук), єпископ Фотій (Давиденко), єпископ Варсонофій (Руднік)        | митрополит Симеон (Шостацький), митрополит Климент (Кущ), Аєпископ Марк (Левків), єпископ Юліан (Гатала), єпископ Паїсій (Кухарчук)                                                       | 18 жовтня 2022 2 лютого 2023 |
| літній 2023 з 03.03.2023 до 31.08.2023  | митрополит Макарій (Малетич), митрополит Роман (Балащук), митрополит Олександр (Драбинко), єпископ Павло (Кравчук), єпископ Фотій (Давиденко), єпископ Варсонофій (Руднік)        | митрополит Симеон (Шостацький), митрополит Сергій (Горобцов), архієпископ Онуфрій (Хаврук), єпископ Віктор (Бедь), єпископ Гавриїл (Кризина)                                              | 28 березня 2023 23 травня 2023 14 липня 2023 26 липня 2023                                                                            |
| зимовий 2023 з 01.09.2023 до 29.02.2024 | митрополит Макарій (Малетич), митрополит Димитрій (Рудюк), єпископ Кирило (Михайлюк), єпископ Сава (Фризюк), єпископ Никодим (Кулигін), єпископ Антоній (Фірлей)                  | митрополит Симеон (Шостацький), митрополит Сергій (Горобцов), архієпископ Онуфрій (Хаврук), єпископ Віктор (Бедь), єпископ Гавриїл (Кризина)                                              | 7 листопада 2023 2 лютого 2024 |
| літній 2024 з 01.03.2024 до 31.08.2024  | митрополит Макарій (Малетич), митрополит Димитрій (Рудюк), єпископ Кирило (Михайлюк), єпископ Сава (Фризюк), єпископ Никодим (Кулигін), єпископ Антоній (Фірлей)                  | митрополит Симеон (Шостацький), митрополит Андрій (Абрамчук), митрополит Іоан (Яременко), архієпископ Агапіт (Гуменюк), єпископ Феогност (Бодоряк)                                        | 7 березня 2024 10 травня 2024 14 липня 2024                                                                                           |
| зимовий 2024 з 01.09.2024 до 03.03.2025 | митрополит Макарій (Малетич), митрополит Володимир (Ладика), митрополит Нестор (Писик), архієпископ Матфей (Шевчук), архієпископ Герман (Семанчук), єпископ Паїсій (Кухарчук)     | митрополит Симеон (Шостацький), митрополит Андрій (Абрамчук), митрополит Іоан (Яременко), архієпископ Агапіт (Гуменюк), єпископ Феогност (Бодоряк)                                        | 7 листопада 2024 2 лютого 2025 |
| літній 2025 з 04.03.2025 до 31.08.2025  | митрополит Макарій (Малетич), митрополит Володимир (Ладика), митрополит Нестор (Писик), архієпископ Матфей (Шевчук), архієпископ Герман (Семанчук), єпископ Паїсій (Кухарчук)     | митрополит Симеон (Шостацький), митрополит Іоасаф (Василиків) митрополит Симеон (Зінкевич) архієпископ Афанасій (Яворський) єпископ Борис (Харко)                                         | 12 травня 2025 16 травня 2025 13 липня 2025                                                                                           |

1. ↑  до 4 лютого 2020 року

## Обрання членів Священного синоду
Річний (постійний) Священний Синод складається з Митрополита Київського як головуючого та дванадцяти єпархіальних архієреїв, що періодично призначаються головуючим, відповідно до старшинства архієрейської хіротонії. Синодальний рік поділяється на два синодальні періоди, а саме зимовий (1 вересня  — 28-29 лютого) та літній (1 березня  — 31 серпня), половина членів річного (постійного) Священного Синоду змінюється кожного такого періоду. Термін повноважень кожного члена Синоду складає рік.
На перехідний період до складу постійного (річного) Священного Синоду постійними членами включаються три колишні очільники церковних груп, що об'єднуються (такими є митрополит Макарій від УАПЦ та почесний патріарх Філарет від УПЦ КП), а у випадку неучасті в Об'єднавчому Соборі очільника (митрополита Онуфрія від УПЦ (МП)), постійним членом Синоду стає найстарший за архієрейською хіротонією представник церковної групи, що об'єднується (митрополит Симеон).

## Правила проведення
- Священний Синод скликається Митрополитом Київським, якому належить право головування, і у випадках, якщо він не має можливості з будь-якої причини, з його згоди та за його наказом, старійшим за архієрейською хіротонією його членом, який має місце співголовуючого в конкретний синодальний період.
- Священний Синод має кворум, якщо присутні Головуючий та шість членів. Його рішення приймаються простою більшістю голосів присутніх членів. У випадку рівного розподілу голосів вирішальний голос належить Головуючому.
- Не дозволяється члену Синоду бути відсутнім або покидати засідання Священного Синоду без серйозної причини. Якщо серйозна причина перешкоджає участі єпархіального архієрея протягом синодального року, то Головуючим визначається інший архієрей за старшинством архієрейської хіротонії.
- Священний Синод має свою резиденцію в Києві.
- Священний Синод збирається регулярно один раз на три місяці, і кожного разу, коли забажає Головуючий, який складає порядок денний та спрямовує його разом із запрошенням членам Священного Синоду принаймні за три дні до засідання. Додавання теми до порядку денного може бути зроблене Головуючим або за пропозицією половини присутніх членів Священного Синоду. Для надзвичайного скликання Священного Синоду діють правила, аналогічні правилам скликання Священного Архієрейського Собору.

## Повноваження Священного синоду
Повноваженнями річного (постійного) Священного Синоду є:
1. Вирішення поточних церковних справ, що не потребують компетенції Священного Архієрейського Собору.
2. Виконання постанови Священного Архієрейського Собору.
3. Може складати перелік тих, хто має право бути обраними в якості єпископів, та спрямовує його на затвердження Священного Архієрейського Собору.
4. Здійснює канонічні вибори для обрання єпархіальних архієреїв (окрім Митрополита Київського) та вікарних єпископів.
5. Надає питання для обговорення на Священному Архієрейському Соборі для прийняття рішень, які мають важливе значення.
6. Піклується про життя у Христі віруючих (вірян), скеровуючи священнослужителів до найкращого пастирського служіння усім, а особливо молоді. Заради цієї мети він повинен здійснювати публікації відповідних книг та періодичних видань, організовувати різноманітні катехітичні заходи, використовуючи усі суспільні засоби передачі інформації.
7. Надає дозвіл на видання богослужбових книг.
8. Піклується про відродження чернецтва відповідно до священних канонів та духовних заповітів отців чернецтва.
9. Піклується про богословську освіту з метою навчання молодих богословів в учбових закладах в Україні та за межами України. З цією метою він докладає зусиль для надання стипендій студентам богословам для навчання за програмами в богословських школах України, Греції, та семінарах в Халкінській Богословській школі, тощо.
10. Піклується про навчання кандидатів на духовенство та додаткову освіту духовенства.
11. Пильнує за захистом пастви від прозелітичних дій та за збереженням церковної єдності, а також за успіхами пастирського служіння духовенства.
12. Рішення річного (постійного) Священного Синоду виконуються Головуючим та за сприяння Генерального секретаря.